# خارنوک غربی
خارنوک غربی (نام علمی: Acanthorhynchus superciliosus) نام یک گونه از تیره عسل‌خوار است. این گونه پرنده در خلنگزارها و بیشه زارهای واقع در جنوب-غربی استرالیای غربی یافت می‌شود. اندازه این پرنده ۱۲–۱۶سانتی‌متر با وزنی در حدود ۱۰گرم است. سرش به رنگ سیاه، پشت خاکستری و بال‌ها، با یک خط قرمز مشخص می‌شود. گردن و گلوی این پرنده به رنگ بلوطی است. این پرنده از شهد انواع گیاهانی چون بانکسیا، و اوکالیپتوس‌ها تغذیه می‌کند. نخستین توصیف این پرنده توسط جان گولد در سال ۱۸۳۷ میلادی صورت گرفته‌است. جمعیتش درسال‌های اخیر به خاطر تغییر اقلیم و بیابانی شدن کاهش یافته‌است.